# Huaxi
För andra betydelser, se Huaxi (olika betydelser).
Huaxi är ett stadsdistrikt i provinshuvudstaden Guiyang i Guizhou-provinsen i sydvästra Kina. Sedan 2012 är det tidigare stadsdistriktet Xiaohe (Xiaohe Qu) en del av Huaxi.